# Füsilier-Regiment „von Gersdorff“ (Kurhessisches) Nr. 80
Das Füsilier-Regiment „von Gersdorff“ (Kurhessisches) Nr. 80 war ein Infanterieverband der Preußischen Armee.

## Geschichte

### Kurfürstlich Hessische Armee
Der Verband wurde 1821, nach dem Regierungsantritt des Kurfürsten Wilhelm II., mit der Bezeichnung Leib-Garde-Regiment aus den beiden am 22. November 1813 im Rahmen der Kurfürstlich Hessischen Armee des restituierten Kurfürstentums Hessen errichteten Regimentern Leib-Grenadier-Garde und Garde-Grenadiere gebildet.
Das II. Bataillon des Regiments wurde 1849 im Krieg gegen Dänemark eingesetzt.

### Preußische Armee

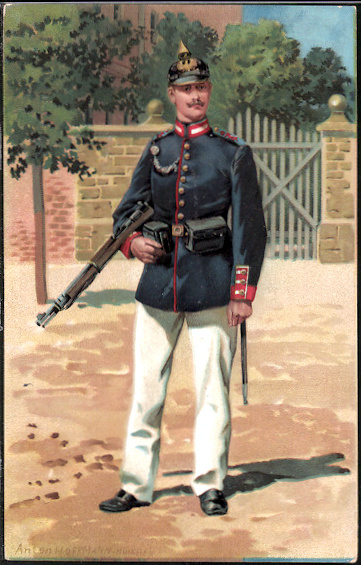
Füsilier im Wachanzug um 1900 (Aquarell von Anton Hoffmann)

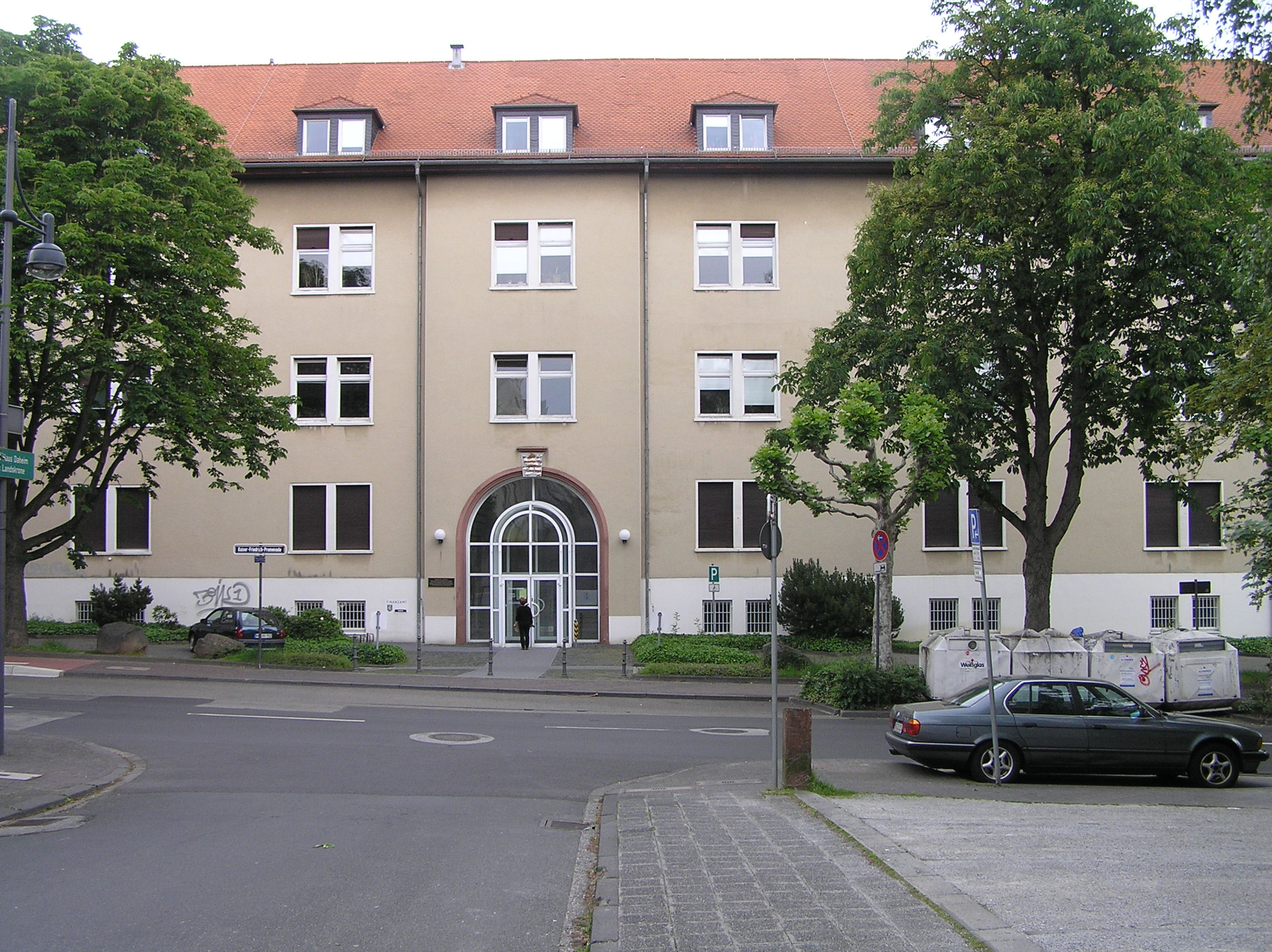
Kaserne in Bad Homburg – heute Finanzamt

Krug eines Reservisten der 4. Comp. des Füsilier-Regiments „von Gersdorff“ (Kurhessisches) Nr. 80 mit gemalter Ansicht der 1911 abgerissenen Infanterie-Kaserne in der Schwalbacher Straße in Wiesbaden, 1910

Nach der Annexion Kurhessens durch Preußen im Jahre 1866 wurde das Leibgarde-Regiment in die Preußische Armee überführt und durch A.K.O. vom 30. Oktober 1866 neu gebildet. Es formierte sich aus dem Stamm des bisherigen Regiments sowie aus Kompanien der Infanterie-Regimenter Nr. 31, 32, 71 und 72. Garnisonen waren Wiesbaden (I. Bataillon), Diez (II. Bataillon) und Weilburg (III. Bataillon). Am 5. November 1867 erhielt es den Namen Hessisches Füsilier-Regiment Nr. 80. Eine weitere Umbenennung wurde am 27. Januar 1889 vorgenommen. Zur Erinnerung an den 1870 während des Krieges gegen Frankreich in der Schlacht bei Sedan gefallenen Generalleutnant Hermann von Gersdorff wurde das Regiment nach ihm benannt und führte die Bezeichnung Füsilier-Regiment „von Gersdorff“ (Hessisches) Nr. 80.
Zur Jubiläumsfeier seines 25-jährigen Bestehens als Preußisches Regiment wurde dem Regiment von Wiesbaden das Königliche Theater für die Zeremonie am 29. Oktober 1891 zur Verfügung gestellt. Der Prolog und die erläuternden Beschreibungen der Lebendigen Bilder wurden von Harry von Wright, dem damaligen Adjutanten des Regiments, verfasst. Dieser trug auch den Prolog vor, während die Bilderläuterungen vom Hofschauspieler Köchy gesprochen wurden.
Durch A.K.O. vom 27. Januar 1902 wurde der landmannschaftliche Bezug geändert und der Verband hieß bis zur Auflösung Füsilier-Regiment „von Gersdorff“ (Kurhessisches) Nr. 80.

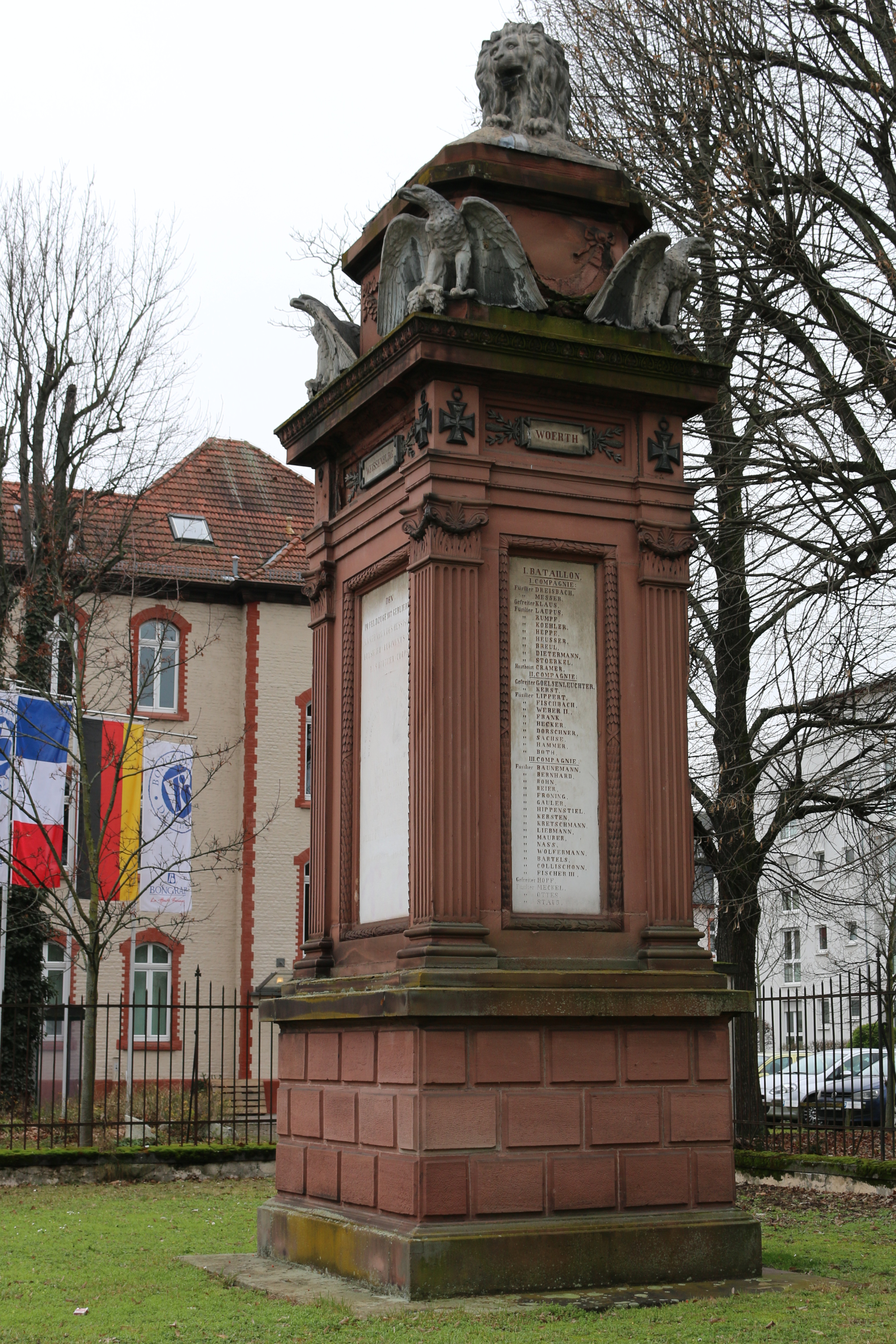
Denkmal für den Einsatz im Deutsch-Französischen Krieg 1870/71 vor der Gersdorffkaserne im Wiesbadener Europaviertel an der Schiersteiner Straße

#### Deutsch-Französischer Krieg
Im Deutsch-Französischen Krieg 1870/71 nahm das Regiment an den Kämpfen bei Weißenburg (4. August), Wörth (6. August), Sedan (1. September), sowie vom 22. September 1870 bis 28. Januar 1871 an der Einschließung und Belagerung von Paris teil. Das Denkmal für die Gefallenen des Regimentsangehörigen des Krieges wurde am 16. Dezember 1874 auf dem Wiesbadener Exzerzierplatz des Regiments enthüllt. Am 31. Dezember wurden in der Marktkirche die gemäß A. K. O. vom 2. September 1873 errichteten Gedenktafeln für die im Feldzuge 1870/71 Gefallenen der Regimenter 80, 87 und des Feldartillerie-Regiments Nr. 27 eingeweiht.

#### Boxeraufstand
Anlässlich des Boxeraufstands meldeten sich ein Offizier, drei Unteroffiziere und 53 Füsiliere des Regiments freiwillig zum Dienst nach China.

#### Deutsch-Südwestafrika
Auch anlässlich der Niederschlagung des Aufstandes der Herero und Nama meldeten sich wieder Angehörige des Regiments freiwillig zum Dienst. 1904/06 wurden drei Offiziere, zwei Ärzte, acht Unteroffiziere und 17 Füsiliere nach Deutsch-Südwestafrika gesandt.

#### Erster Weltkrieg

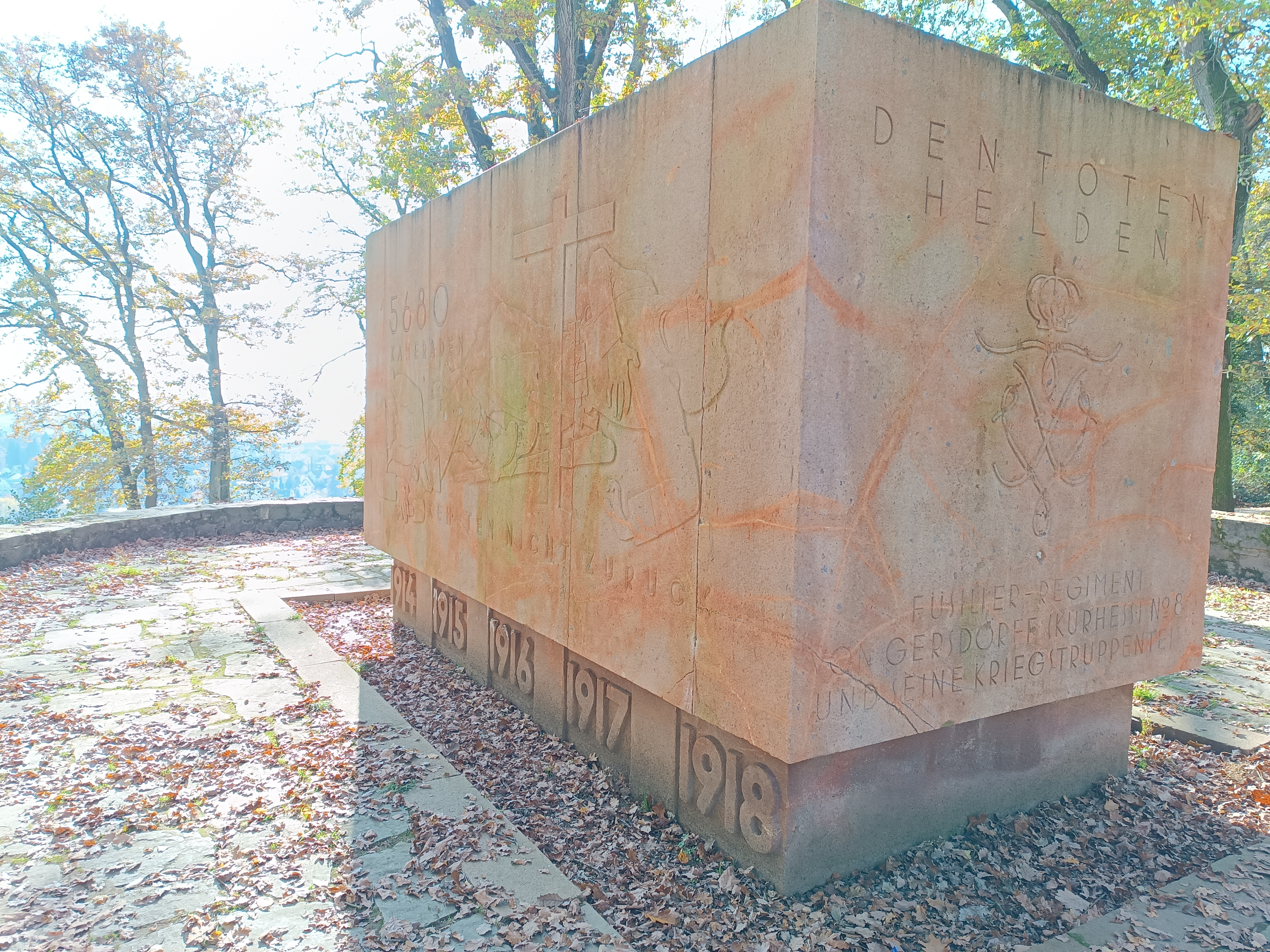
Kriegerdenkmal auf dem Neroberg in Wiesbaden.

Zu Beginn des Ersten Weltkriegs machte das Regiment am 2. August 1914 mobil. Es bildete, zusammen mit dem in Frankfurt am Main stationierten 1. Kurhessischen Infanterie-Regiment Nr. 81, die 42. Infanterie-Brigade innerhalb der 21. Division und des XVIII. Armee-Korps. Das Regiment wurde an der West- und Ostfront eingesetzt.

### Verbleib
Nach Kriegsende kehrten die Reste des Regiments in die Heimat zurück, wo vom 26. Dezember 1918 bis 3. Januar 1919 in Braunfels die Demobilisierung erfolgte. Der Stab und das I. Bataillon traten zum Freikorps „Hessen-Nassau“ über. Aus anderen Teilen des Regiments bildete sich eine Freiwilligenabteilung, die im Grenzschutz Ost zum Einsatz kam.
Mit der Bildung der Vorläufigen Reichswehr kamen der Stab und das I. Bataillon dann zum Reichswehr-Infanterie-Regiment 22.
Die Tradition führte in der Reichswehr ab 24. August 1921 die 12. Kompanie des 15. Infanterie-Regiments fort.
In Bad Homburg erinnert das Achtziger-Denkmal an das Regiment. In Wiesbaden wurde 1930 auf dem Neroberg ein bis heute intaktes Denkmal für den Einsatz des Regiments im Ersten Weltkrieg errichtet.

## Regimentschefs
Bis 1866 war der jeweils regierende Kurfürst von Hessen Chef des Regiments. Danach waren es vom preußischen König ernannte Persönlichkeiten.
| Dienstgrad             | Name                              | Datum                               |
| ---------------------- | --------------------------------- | ----------------------------------- |
| General der Infanterie | Leopold Hermann von Boyen         | 16. Juni 1871 bis 19. Februar 1886  |
|                        | Kaiserin Friedrich                | 18. Oktober 1897 bis 5. August 1901 |
|                        | Prinzessin Margarethe von Preußen | 10. August 1901 bis Auflösung       |

## Kommandeure
| Dienstgrad             | Name                                     | Datum                                   |
| ---------------------- | ---------------------------------------- | --------------------------------------- |
| Oberstleutnant/ Oberst | Gebhard von Colomb                       | 30. Oktober 1866 bis 19. Juni 1871      |
| Oberstleutnant/ Oberst | Konstantin Ernst Thilo von Kaweczynski   | 20. Juni 1871 bis 10. Januar 1876       |
| Oberst                 | Ludwig Alfons August von Thompson        | 11. Januar 1876 bis 10. Februar 1882    |
| Oberst                 | Ewald von Keyserlingk                    | 11. Februar 1882 bis 24. Januar 1887    |
| Oberst                 | Hugo von Saß-Jaworski                    | 25. Januar 1887 bis 24. März 1890       |
| Oberst                 | Friedrich von Gersdorff                  | 25. März 1890 bis 7. Mai 1892           |
| Oberst                 | Hubert von Weise                         | 08. Mai 1892 bis 14. Februar 1896       |
| Oberstleutnant         | Erich Lölhöffel von Löwensprung          | 15. Februar bis 17. April 1896          |
| Oberst                 | Erich Lölhöffel von Löwensprung          | 18. April 1896 bis 21. Mai 1899         |
| Oberst                 | Paul von Dassel                          | 22. Mai 1899 bis 26. Januar 1900        |
| Oberst                 | Karl von Wachter                         | 27. Januar 1900 bis 25. April 1901      |
| Oberst                 | Albano von Jacobi                        | 18. Mai 1901 bis 21. April 1905         |
| Oberst                 | Richard von Süßkind-Schwendi             | 22. April 1905 bis 20. Mai 1907         |
| Oberst                 | Richard von Conta                        | 21. Mai 1907 bis 19. März 1911          |
| Oberst                 | Wolfgang Treusch von Buttlar-Brandenfels | 20. März 1911 bis 30. September 1913    |
| Oberst                 | Max Joachim von Hake                     | 01. Oktober 1913 bis 11. September 1914 |
| Oberst                 | Adolf Braun                              | 12. September 1914 bis 8. Januar 1916   |
| Oberstleutnant         | Kurt Nickisch von Rosenegk               | 09. Januar 1916 bis Dezember 1918       |
| Oberst                 | Max Olfenius                             | 1919 (Abwicklungsstelle)                |